# Antiche arie e danze per liuto (terza suite)
Antiche arie e danze per liuto sono una raccolta di libere trascrizioni da brani per liuto dal XVI e XVII secolo composte da Ottorino Respighi in tre suites orchestrali, negli anni: 1917 la Prima suite, nel 1923 la Seconda suite, nel 1931 la Terza suite, raccolte e riordinate da Elsa Respighi nel (1937).

## La Terza suite
La Terza suite (1931), è costituita di 4 movimenti e si limita all'impiego degli strumenti ad arco.
Un'anonima Italiana, i cui toni risuonano stranamente offuscati, ne costituisce l'inizio. Segue ancora Jean-Baptiste Besard con alcune Arie di corte, segue la "cantabile" Siciliana, che è un brano anonimo. Per il finale Respighi si rifà alla festosa e solenne Passacaglia da un'opera di Lodovico Roncalli composta nel 1692.

## Movimenti
- 1. Ignoto: Italiana (Fine sec.XVI) - Andantino
- 2. Jean-Baptiste Besard: Arie di corte (Sec.XVI) - Andante cantabile - Allegretto - Vivace - Lento con grande espressione - Allegro vivace - Vivacissimo - Andante cantabile
- 3. Ignoto: Siciliana (Fine sec.XVI) - Andantino
- 4. Lodovico Roncalli: Passacaglia (1692) - Maestoso - Vivace

## Curiosità
- La Terza suite è usata come colonna sonora nel film The Tree of Life.